# Linha de Controlo Real

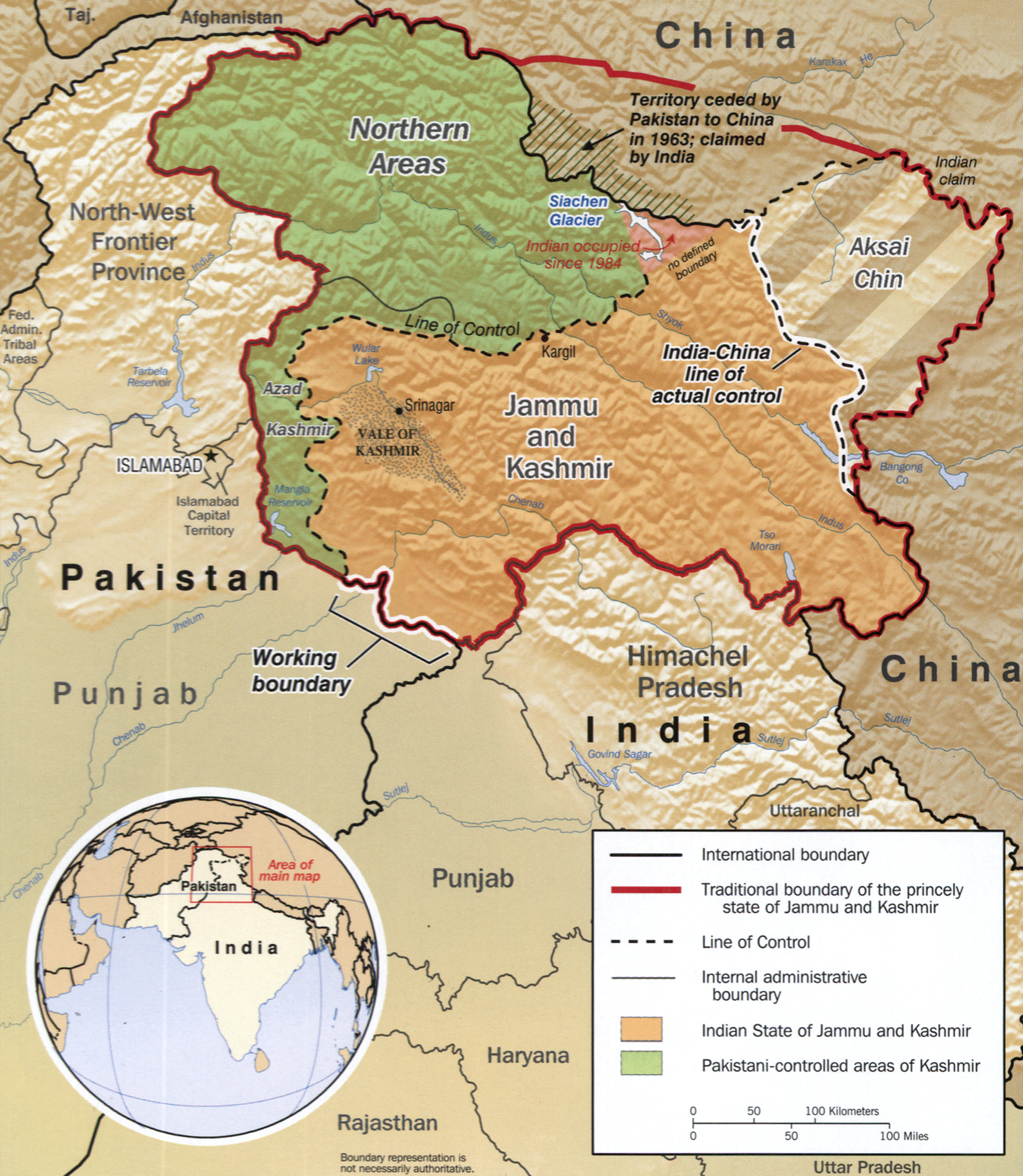
A parte ocidental da Linha de Controlo Real, que se encontra na fronteira entre China e Índia, na região do Himalaia. A linha foi a causa de uma breve guerra em 1962, quando os exércitos chinês e indiano lutaram pelo território. Aí, "nem sequer cresce um tufo de erva", como disse o primeiro-ministro da Índia Nehru.

A Linha de Controlo Real (em inglês: Line of Actual Control; LAC) é a fronteira efetiva entre a China e a Índia. Com cerca de 4 057 km de comprimento, atravessa o território dos estados indianos do norte: a oeste Ladakh e Caxemira, no centro Uttarakhand e Himachal Pradesh, e a leste Sikkim e Arunachal Pradesh. O primeiro-ministro da China em 1959, Zhou Enlai, foi o primeiro a usar o termo para se referir à fronteira numa carta dirigida a Jawaharlal Nehru, então primeiro-ministro da Índia, em 24 de outubro de 1959.
Numa carta datada de 7 de novembro de 1959, Zhou disse a Nehru que a LAC consistia na "Linha McMahon a leste e a linha em que cada estado exerce o seu controlo no oeste. Durante a a guerra entre a China e a Índia em 1962, Nehru afirmou desconhecer a localização da linha: "Não tem sentido a oferta chinesa de retirar-se 20 km do que chamam "Linha de Controlo Real". O que é essa "linha de controlo"? Será a linha que criaram com a sua agressão desde inícios de setembro? Avançar 40 ou 60 km numa patente agressão militar e oferecer uma retirada de ambos os lados de 20 km é uma manipulação que não engana ninguém." Zhou respondeu que a LAC era "basicamente a linha de controlo que existia entre a China e a Índia em 7 de novembro de 1959. Definindo-a de forma concreta, no setor oeste coincidia com a chamada linha McMahon, e nos setores central e este coincidia com a linha de uso tradicional que tem sido consistentemente sinalizada pela China."
O termo "LAC" adquiriu um reconhecimento legal nos acordos entre a China e a Índia assinados em 1993 e 1996. O acordo de 1996 estabelece que "Nenhuma atividade de nenhum estado ultrapassará a linha de controlo real."